# 홈커밍 (2009년 영화)
《홈커밍》(영어: Homecoming)은 미국에서 제작된 모건 J. 프리먼 감독의 2009년 공포 스릴러 영화이다. 미샤 바턴 등이 출연하였다.
이 영화는 박스 오피스에서 성공을 거두었으나 평론가들로부터는 대체로 부정 평가를 받았다.

## 출연진
- 미샤 바턴
- 맷 롱
- 제시카 스트로프
- 마이클 랜디스
- 앨런 윌리엄슨
- 조슈아 일라이자 리스
- 조 포지온

## 기타 제작진
- 공동 제작: 잭 헬러
- 미술: 마크 화이트
- 세트: 리베카 브라운
- 의상: 테리 덩컨